# Lista de campeões da Taça Intertoto da UEFA

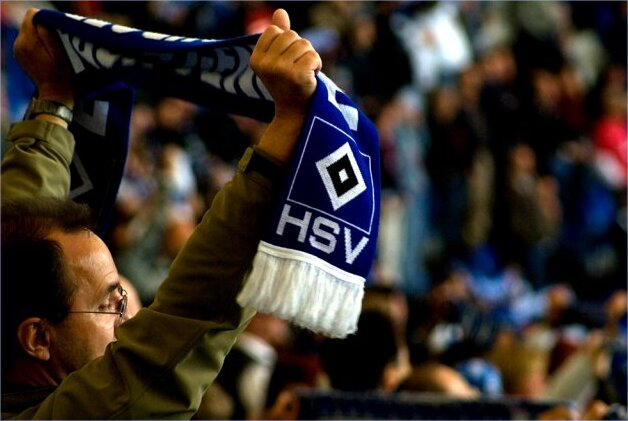
Hamburgo, que venceu a competição por duas vezes, sendo o maior campeão da competição junto com três outras equipes.

Esta é uma lista de campeões da Taça Intertoto da UEFA, uma competição de futebol da Europa que acontecia no verão com as equipes que não se classificaram para a Liga dos Campeões da UEFA ou para a Taça UEFA.
Ela concede "uma rota alternativa de classificação para a Taça UEFA". O torneio não foi oficialmente sancionado pela UEFA até 1995, e foi abandonado em 2009.
O primeiro torneio teve dois vencedores (Strasbourg e Bordeaux), sendo que ambos conquistaram vagas para a Taça UEFA do ano seguinte. De 1996 até 2005, três equipes venceram a competição a cada ano.
Em 2006, o formato foi modificado, dando a chance para onze equipes se classificarem para a segunda fase da Taça UEFA. O campeão seria aquele que fosse melhor nessa fase da competição. A competição foi originalmente disputada em duas partidas, uma no estádio de cada clube participante.
Hamburgo, Villarreal, Schalke 04 e Stuttgart venceram o título por duas vezes, o que é o recorde da competição. As únicas equipes que conseguiram defender o título com sucesso foram o Villarreal e o Schalke 04, sendo que ambos venceram em 2004 após vencer o ano anterior. As equipes da França, foram as mais vitoriosas, conquistando o título por 12 vezes.

## Legenda
| +       | Venceu a partida por ter feito mais gols fora de casa |
| †       | Vencedor ganhou no tempo extra                        |
| *       | Vencedor ganhou nos pênaltis após o tempo extra       |
| Negrito | Indica o vencedor o torneio                           |

## Vencedores
| Ano  | País                                                            | Equipe de Casa      | Placar | Equipe Visitante    | País                | Estádio                            | Local                           | Notas  |
| ---- | --------------------------------------------------------------- | ------------------- | ------ | ------------------- | ------------------- | ---------------------------------- | ------------------------------- | ------ |
| 1995 | Alemanha                                                        | Karlsruhe           | 0–2    | Bordeaux            | França              | Wildparkstadion                    | Karlsruhe, Alemanha             | [ 5 ]  |
| 1995 | França                                                          | Bordeaux            | 2–2    | Karlsruhe           | Alemanha            | Parc Lescure                       | Bordéus, França                 | [ 5 ]  |
| 1995 | Bordeaux venceu por 4–2 no conjunto.                            |                     |        |                     |                     |                                    |                                 | [ 5 ]  |
| 1995 | Áustria                                                         | Tirol Innsbruck     | 1–1    | Strasbourg          | França              | Tivoli-Neu Stadion                 | Innsbruck, Áustria              | [ 6 ]  |
| 1995 | França                                                          | Strasbourg          | 6–1    | Tirol Innsbruck     | Áustria             | Stade de la Meinau                 | Estrasburgo, França             | [ 6 ]  |
| 1995 | Strasbourg venceu por 7–2 no conjunto.                          |                     |        |                     |                     |                                    |                                 | [ 6 ]  |
| 1996 | Bélgica                                                         | Standard Liège      | 1–0    | Karlsruhe           | Alemanha            | Estádio de Sclessin                | Liège, Bélgica                  | [ 7 ]  |
| 1996 | Alemanha                                                        | Karlsruhe           | 1–3    | Standard Liège      | Bélgica             | Wildparkstadion                    | Karlsruhe, Alemanha             | [ 7 ]  |
| 1996 | Karlsruhe venceu por 3–2 no conjunto.                           |                     |        |                     |                     |                                    |                                 | [ 7 ]  |
| 1996 | Rússia                                                          | Rotor Volgograd     | 2–1    | Guingamp            | França              | Estádio Central                    | Volgogrado, Rússia              | [ 8 ]  |
| 1996 | França                                                          | Guingamp            | 1–0    | Rotor Volgograd     | Rússia              | Stade du Roudourou                 | Guingamp, França                | [ 8 ]  |
| 1996 | Guingamp venceu por vantagem de gols fora de casa. +            |                     |        |                     |                     |                                    |                                 | [ 8 ]  |
| 1996 | Croácia                                                         | Segesta             | 1–2    | Silkeborg           | Dinamarca           | Gradski Stadion                    | Sisak, Croácia                  | [ 9 ]  |
| 1996 | Dinamarca                                                       | Silkeborg           | 1–0    | Segesta             | Croácia             | Silkeborg Stadion                  | Silkeborg, Dinamarca            | [ 9 ]  |
| 1996 | Silkeborg venceu por vantagem de gols fora de casa. +           |                     |        |                     |                     |                                    |                                 | [ 9 ]  |
| 1997 | Alemanha                                                        | Duisburg            | 0–0    | Auxerre             | França              | Wedaustadion                       | Duisburgo, Alemanha             | [ 10 ] |
| 1997 | França                                                          | Auxerre             | 2–0    | Duisburg            | Alemanha            | Stade l'Abbé-Deschamps             | Auxerre, França                 | [ 10 ] |
| 1997 | Auxerre venceu por 2–0 no conjunto.                             |                     |        |                     |                     |                                    |                                 | [ 10 ] |
| 1997 | Suécia                                                          | Halmstads           | 0–1    | Bastia              | França              | Örjans Vall                        | Halmstad, Suécia                | [ 11 ] |
| 1997 | França                                                          | Bastia              | †1–1 † | Halmstads           | Suécia              | Stade Armand Cesari                | Bastia, França                  | [ 11 ] |
| 1997 | Bastia venceu por 2–1 no conjunto.                              |                     |        |                     |                     |                                    |                                 | [ 11 ] |
| 1997 | França                                                          | Montpellier         | 0–1    | Lyon                | França              | Stade de la Mosson                 | Montpellier, França             | [ 12 ] |
| 1997 | França                                                          | Lyon                | 3–2    | Montpellier         | França              | Stade Gerland                      | Lyon, França                    | [ 12 ] |
| 1997 | Lyon venceu por 4–2 no conjunto.                                |                     |        |                     |                     |                                    |                                 | [ 12 ] |
| 1998 | Áustria                                                         | Salzburg            | 0–2    | Valencia            | Espanha             | Stadion Lehen                      | Salzburgo, Áustria              | [ 13 ] |
| 1998 | Espanha                                                         | Valencia            | 1–2    | Salzburg            | Áustria             | Estádio Mestalla                   | Valência, Espanha               | [ 13 ] |
| 1998 | Valencia venceu por 4–1 no conjunto.                            |                     |        |                     |                     |                                    |                                 | [ 13 ] |
| 1998 | Alemanha                                                        | Werder Bremen       | 1–0    | Vojvodina           | Sérvia e Montenegro | Weserstadion                       | Bremen, Alemanha                | [ 14 ] |
| 1998 | Sérvia e Montenegro                                             | Vojvodina           | 1–1    | Werder Bremen       | Alemanha            | City Stadium                       | Novi Sad, Iugoslávia            | [ 14 ] |
| 1998 | Werder Bremen venceu por 2–1 no conjunto.                       |                     |        |                     |                     |                                    |                                 | [ 14 ] |
| 1998 | Itália                                                          | Bologna             | 1–0    | Ruch Chorzów        | Polónia             | Stadio Renato Dall'Ara             | Bolonha, Itália                 | [ 15 ] |
| 1998 | Polónia                                                         | Ruch Chorzów        | 0–2    | Bologna             | Itália              | Stadion Ruchu                      | Chorzów, Polônia                | [ 15 ] |
| 1998 | Bologna venceu por 3–0 no conjunto.                             |                     |        |                     |                     |                                    |                                 | [ 15 ] |
| 1999 | França                                                          | Montpellier         | 1–1    | Hamburgo            | Alemanha            | Stade de la Mosson                 | Montpellier, França             | [ 16 ] |
| 1999 | Alemanha                                                        | Hamburgo            | 1–1    | Montpellier         | França              | Volksparkstadion                   | Hamburgo, Alemanha              | [ 16 ] |
| 1999 | Montpellier venceu por 3–0 nos pênaltis.                        |                     |        |                     |                     |                                    |                                 | [ 16 ] |
| 1999 | Itália                                                          | Juventus            | 2–0    | Rennes              | França              | Stadio delle Alpi                  | Turin, Itália                   | [ 17 ] |
| 1999 | França                                                          | Rennes              | 2–2    | Juventus            | Itália              | Stade de la Route de Lorient       | Rennes, França                  | [ 17 ] |
| 1999 | Juventus venceu por 4–2 no conjunto.                            |                     |        |                     |                     |                                    |                                 | [ 17 ] |
| 1999 | Inglaterra                                                      | West Ham United     | 0–1    | Metz                | França              | Upton Park                         | Londres, Inglaterra             | [ 18 ] |
| 1999 | França                                                          | Metz                | 1–3    | West Ham United     | Inglaterra          | Stade Municipal Saint-Symphorien   | Metz, França                    | [ 18 ] |
| 1999 | West Ham United venceu por 3–2 no conjunto.                     |                     |        |                     |                     |                                    |                                 | [ 18 ] |
| 2000 | Chéquia                                                         | Sigma Olomouc       | 2–2    | Udinese             | Itália              | Andrův stadion                     | Olomouc, República Checa        | [ 19 ] |
| 2000 | Itália                                                          | Udinese             | †4–2 † | Sigma Olomouc       | Chéquia             | Stadio Friuli                      | Udine, Itália                   | [ 19 ] |
| 2000 | Udinese venceu por 6–4 no conjunto.                             |                     |        |                     |                     |                                    |                                 | [ 19 ] |
| 2000 | Espanha                                                         | Celta Vigo          | 2–1    | Zenit St Petersburg | Rússia              | Estadio Balaídos                   | Vigo, Espanha                   | [ 20 ] |
| 2000 | Rússia                                                          | Zenit St Petersburg | 2–2    | Celta Vigo          | Espanha             | Estádio Petrovsky                  | Saint Petersburg, Rússia        | [ 20 ] |
| 2000 | Celta Vigo venceu por 4–3 no conjunto.                          |                     |        |                     |                     |                                    |                                 | [ 20 ] |
| 2000 | França                                                          | Auxerre             | 0–2    | Stuttgart           | Alemanha            | Stade de l'Abbé-Deschamps          | Auxerre, França                 | [ 21 ] |
| 2000 | Alemanha                                                        | Stuttgart           | 1–1    | Auxerre             | França              | Neckarstadion                      | Stuttgart, Alemanha             | [ 21 ] |
| 2000 | Stuttgart venceu por 3–1 no conjunto.                           |                     |        |                     |                     |                                    |                                 | [ 21 ] |
| 2001 | Suíça                                                           | Basel               | 1–1    | Aston Villa         | Inglaterra          | St. Jakob-Park                     | Basel, Suíça                    | [ 22 ] |
| 2001 | Inglaterra                                                      | Aston Villa         | 4–1    | Basel               | Suíça               | Villa Park                         | Birmingham, Inglaterra          | [ 22 ] |
| 2001 | Aston Villa venceu por 5–2 no conjunto.                         |                     |        |                     |                     |                                    |                                 | [ 22 ] |
| 2001 | França                                                          | Paris Saint-Germain | 0–0    | Brescia             | Itália              | Parc des Princes                   | Paris, França                   | [ 23 ] |
| 2001 | Itália                                                          | Brescia             | 1–1    | Paris Saint-Germain | França              | Stadio Mario Rigamonti             | Bréscia, Itália                 | [ 23 ] |
| 2001 | Paris Saint-Germain venceu por vantagem de gols fora de casa. + |                     |        |                     |                     |                                    |                                 | [ 23 ] |
| 2001 | França                                                          | Troyes              | 0–0    | Newcastle United    | Inglaterra          | Stade de l'Aube                    | Troyes, França                  | [ 24 ] |
| 2001 | Inglaterra                                                      | Newcastle United    | 4–4    | Troyes              | França              | St James' Park                     | Newcastle upon Tyne, Inglaterra | [ 24 ] |
| 2001 | Troyes venceu por vantagem de gols fora de casa. +              |                     |        |                     |                     |                                    |                                 | [ 24 ] |
| 2002 | Espanha                                                         | Villarreal          | 0–1    | Málaga              | Espanha             | Estadio El Madrigal                | Villarreal, Espanha             | [ 25 ] |
| 2002 | Espanha                                                         | Málaga              | 1–1    | Villarreal          | Espanha             | Estadio La Rosaleda                | Málaga, Espanha                 | [ 25 ] |
| 2002 | Málaga venceu por 2–1 no conjunto.                              |                     |        |                     |                     |                                    |                                 | [ 25 ] |
| 2002 | Itália                                                          | Bologna             | 2–2    | Fulham              | Inglaterra          | Stadio Renato Dall'Ara             | Bologna, Itália                 | [ 26 ] |
| 2002 | Inglaterra                                                      | Fulham              | 3–1    | Bologna             | Itália              | Loftus Road                        | London, Inglaterra              | [ 26 ] |
| 2002 | Fulham venceu por 5–3 no conjunto.                              |                     |        |                     |                     |                                    |                                 | [ 26 ] |
| 2002 | França                                                          | Lille               | 1–0    | Stuttgart           | Alemanha            | Stade Grimonprez Jooris            | Lille, França                   | [ 27 ] |
| 2002 | Alemanha                                                        | Stuttgart           | 2–0    | Lille               | França              | Neckarstadion                      | Stuttgart, Alemanha             | [ 27 ] |
| 2002 | Stuttgart venceu por 2–1 no conjunto.                           |                     |        |                     |                     |                                    |                                 | [ 27 ] |
| 2003 | Áustria                                                         | Pasching            | 0–2    | Schalke 04          | Alemanha            | Waldstadion                        | Pasching, Áustria               | [ 28 ] |
| 2003 | Alemanha                                                        | Schalke 04          | 0–0    | Pasching            | Áustria             | Arena AufSchalke                   | Gelsenkirchen, Alemanha         | [ 28 ] |
| 2003 | Schalke 04 venceu por 2–0 no conjunto.                          |                     |        |                     |                     |                                    |                                 | [ 28 ] |
| 2003 | Países Baixos                                                   | Heerenveen          | 1–2    | Villarreal          | Espanha             | Abe Lenstra Stadion                | Heerenveen, Países Baixos       | [ 29 ] |
| 2003 | Espanha                                                         | Villarreal          | 0–0    | Heerenveen          | Países Baixos       | Estadio El Madrigal                | Villarreal, Espanha             | [ 29 ] |
| 2003 | Villarreal venceu por 2–1 no conjunto.                          |                     |        |                     |                     |                                    |                                 | [ 29 ] |
| 2003 | Itália                                                          | Perugia             | 1–0    | Wolfsburg           | Alemanha            | Stadio Renato Curi                 | Perugia, Itália                 | [ 30 ] |
| 2003 | Alemanha                                                        | Wolfsburg           | 2–0    | Perugia             | Itália              | Volkswagen Arena                   | Wolfsburg, Alemanha             | [ 30 ] |
| 2003 | Perugia venceu por 3–0 no conjunto.                             |                     |        |                     |                     |                                    |                                 | [ 30 ] |
| 2004 | França                                                          | Lille               | 0–0    | U. Leiria           | Portugal            | Stadium Lille-Metropole            | Lille, França                   | [ 31 ] |
| 2004 | Portugal                                                        | U. Leiria           | †0–2 † | Lille               | França              | Estádio Dr. Magalhães Pessoa       | Leiria, Portugal                | [ 31 ] |
| 2004 | Lille venceu por 2–0 no conjunto.                               |                     |        |                     |                     |                                    |                                 | [ 31 ] |
| 2004 | Alemanha                                                        | Schalke 04          | 2–1    | Slovan Liberec      | Chéquia             | Arena AufSchalke                   | Gelsenkirchen, Alemanha         | [ 32 ] |
| 2004 | Chéquia                                                         | Slovan Liberec      | 0–1    | Schalke 04          | Alemanha            | Stadion u Nisy                     | Liberec, República Checa        | [ 32 ] |
| 2004 | Schalke 04 venceu por 3–1 no conjunto.                          |                     |        |                     |                     |                                    |                                 | [ 32 ] |
| 2004 | Espanha                                                         | Villarreal          | 2–0    | Atlético Madrid     | Espanha             | Estadio El Madrigal                | Villarreal, Espanha             | [ 32 ] |
| 2004 | Espanha                                                         | Atlético Madrid     | 0–2    | Villarreal          | Espanha             | Vicente Calderón                   | Madrid, Espanha                 | [ 32 ] |
| 2004 | Villarreal venceu por 3–1 nos pênaltis.                         |                     |        |                     |                     |                                    |                                 | [ 32 ] |
| 2005 | Roménia                                                         | CFR Cluj            | 1–1    | Lens                | França              | Stadionul Dr. Constantin Rădulescu | Cluj-Napoca, Romênia            | [ 33 ] |
| 2005 | França                                                          | Lens                | 3–1    | CFR Cluj            | Roménia             | Stade Félix-Bollaert               | Lens, França                    | [ 33 ] |
| 2005 | Lens venceu por 4–2 no conjunto.                                |                     |        |                     |                     |                                    |                                 | [ 33 ] |
| 2005 | Espanha                                                         | Deportivo La Coruña | 2–0    | Marseille           | França              | Riazor                             | Corunha, Espanha                | [ 33 ] |
| 2005 | França                                                          | Marseille           | 5–1    | Deportivo La Coruña | Espanha             | Stade Vélodrome                    | Marselha, França                | [ 33 ] |
| 2005 | Marseille venceu por 5–3 no conjunto.                           |                     |        |                     |                     |                                    |                                 | [ 33 ] |
| 2005 | Alemanha                                                        | Hamburgo            | 1–0    | Valencia            | Espanha             | HSH Nordbank Arena                 | Hamburgo, Alemanha              | [ 33 ] |
| 2005 | Espanha                                                         | Valencia            | 0–0    | Hamburgo            | Alemanha            | Estadio Mestalla                   | Valência, Espanha               | [ 33 ] |
| 2005 | Hamburgo venceu por 1–0 no conjunto.                            |                     |        |                     |                     |                                    |                                 | [ 33 ] |
| 2006 | Inglaterra                                                      | Newcastle United    | 1–1    | Lillestrøm          | Noruega             | St James' Park                     | Newcastle upon Tyne, Inglaterra | [A]    |
| 2006 | Noruega                                                         | Lillestrøm          | 0–3    | Newcastle United    | Inglaterra          | Åråsen stadion                     | Lillestrøm, Noruega             | [A]    |
| 2006 | Newcastle United venceu por 4–1 no conjunto.                    |                     |        |                     |                     |                                    |                                 | [A]    |
| 2007 | Moldávia                                                        | Dacia Chişinău      | 1–1    | Hamburgo            | Alemanha            | Stadionul Republican               | Chişinău, Moldávia              | [B]    |
| 2007 | Alemanha                                                        | Hamburgo            | 4–0    | Dacia Chişinău      | Moldávia            | HSH Nordbank Arena                 | Hamburgo, Alemanha              | [B]    |
| 2007 | Hamburgo venceu por 5–1 no conjunto.                            |                     |        |                     |                     |                                    |                                 | [B]    |
| 2008 | Turquia                                                         | Sivasspor           | 0–2    | Braga               | Portugal            | 4 Eylül                            | Sivas, Turquia                  | [C]    |
| 2008 | Portugal                                                        | Braga               | 3–0    | Sivasspor           | Turquia             | Estádio Municipal de Braga         | Braga, Portugal                 | [C]    |
| 2008 | Braga venceu por 5–0 no conjunto.                               |                     |        |                     |                     |                                    |                                 | [C]    |

## Resultados por equipe
| Equipe              | Campeão | Vice-campeão | Anos que conquistou | Anos que foi vice |
| ------------------- | ------- | ------------ | ------------------- | ----------------- |
| Villarreal          | 2       | 1            | 2003, 2004          | 2002              |
| Hamburgo            | 2       | 1            | 2005, 2007          | 1999              |
| Stuttgart           | 2       | 0            | 2000, 2002          | –                 |
| Schalke 04          | 2       | 0            | 2003, 2004          | –                 |
| Karlsruhe           | 1       | 1            | 1996                | 1995              |
| Auxerre             | 1       | 1            | 1997                | 2000              |
| Bologna             | 1       | 1            | 1998                | 2002              |
| Valencia            | 1       | 1            | 1998                | 2005              |
| Montpellier         | 1       | 1            | 1999                | 1997              |
| Lille               | 1       | 1            | 2004                | 2002              |
| Newcastle United    | 1       | 0            | 2006                | 2001              |
| SC Braga            | 1       | 0            | 2008                | –                 |
| Bordeaux            | 1       | 0            | 1995                | –                 |
| Strasbourg          | 1       | 0            | 1995                | –                 |
| Guingamp            | 1       | 0            | 1996                | –                 |
| Silkeborg           | 1       | 0            | 1996                | –                 |
| Bastia              | 1       | 0            | 1997                | –                 |
| Lyon                | 1       | 0            | 1997                | –                 |
| Werder Bremen       | 1       | 0            | 1998                | –                 |
| West Ham United     | 1       | 0            | 1999                | –                 |
| Juventus            | 1       | 0            | 1999                | –                 |
| Celta Vigo          | 1       | 0            | 2000                | –                 |
| Udinese             | 1       | 0            | 2000                | –                 |
| Troyes              | 1       | 0            | 2001                | –                 |
| Paris Saint-Germain | 1       | 0            | 2001                | –                 |
| Aston Villa         | 1       | 0            | 2001                | –                 |
| Fulham              | 1       | 0            | 2002                | –                 |
| Málaga              | 1       | 0            | 2002                | –                 |
| Perugia             | 1       | 0            | 2003                | –                 |
| Marseille           | 1       | 0            | 2005                | –                 |
| Lens                | 1       | 0            | 2005                | –                 |
| Tirol Innsbruck     | 0       | 1            | –                   | 1995              |
| Rotor Volgograd     | 0       | 1            | –                   | 1996              |
| Segesta             | 0       | 1            | –                   | 1996              |
| Standard Liège      | 0       | 1            | –                   | 1996              |
| Halmstads           | 0       | 1            | –                   | 1997              |
| Duisburg            | 0       | 1            | –                   | 1997              |
| Vojvodina           | 0       | 1            | –                   | 1998              |
| Ruch Chorzów        | 0       | 1            | –                   | 1998              |
| Red Bull Salzburg   | 0       | 1            | –                   | 1998              |
| Metz                | 0       | 1            | –                   | 1999              |
| Stade Rennais       | 0       | 1            | –                   | 1999              |
| Zenit St Petersburg | 0       | 1            | –                   | 2000              |
| Sigma Olomouc       | 0       | 1            | –                   | 2000              |
| Basel               | 0       | 1            | –                   | 2001              |
| Brescia             | 0       | 1            | –                   | 2001              |
| Heerenveen          | 0       | 1            | –                   | 2003              |
| Wolfsburg           | 0       | 1            | –                   | 2003              |
| Pasching            | 0       | 1            | –                   | 2003              |
| U. Leiria           | 0       | 1            | –                   | 2004              |
| Atlético de Madrid  | 0       | 1            | –                   | 2004              |
| Slovan Liberec      | 0       | 1            | –                   | 2004              |
| CFR Cluj            | 0       | 1            | –                   | 2005              |
| Deportivo La Coruña | 0       | 1            | –                   | 2005              |

## Resultados por país
| Nação         | Vencedores | Vices |
| ------------- | ---------- | ----- |
| França        | 12         | 5     |
| Alemanha      | 8          | 4     |
| Espanha       | 5          | 4     |
| Itália        | 4          | 2     |
| Inglaterra    | 4          | 1     |
| Portugal      | 1          | 1     |
| Dinamarca     | 1          | 0     |
| Áustria       | 0          | 3     |
| Chéquia       | 0          | 2     |
| Rússia        | 0          | 2     |
| Bélgica       | 0          | 1     |
| Croácia       | 0          | 1     |
| Países Baixos | 0          | 1     |
| Noruega       | 0          | 1     |
| Polónia       | 0          | 1     |
| Roménia       | 0          | 1     |
| Suíça         | 0          | 1     |
| Suécia        | 0          | 1     |